# Марсупелла изменчивая
Марсупелла изменчивая (лат. Marsupella commutata)  — вид печёночных мхов рода Марсупелла (Marsupella) семейства Гимномитриевые (Gymnomitriaceae).

## Описание
Слоевище длиной до 1 см и шириной 0,2 мм, от тёмно- до красновато-коричневого цвета, образует густую дерновинку. Стебель длиной 10—20 мм, с многочисленными веточками. Листья супротивные, двухлопастные, желобчато согнутые; клетки очень мелкие, с характерными очень крупными сливающимися и поэтому часто четырёхугольными утолщениями стенок, отчего поверхность листа напоминает шахматную доску.
Двудомный. Гаметангии терминальные. Периантий отсутствует. Спорофиты образуются редко.

## Экология и распространение
Обитает в сырых трещинах в скалах, на влажных камнях по берегам ручьёв и ключей.
В России известны местонахождения в Чукотском автономном округе, Корякском автономном округе, Хабаровском и Приморском краях. Во всех известных в России точках была собрана однократно. Вне России встречается в Альпах, Татрах, Исландии, Непале, Китае, Японии, южной Гренландии, на западном побережье Северной Америки.

## Охранный статус
Занесена в Красную книгу России и региональную Красную книгу Приморского края.